# Juwan Nikolajewitsch Schestalow
Juwan Nikolajewitsch Schestalow (russisch Юван Николаевич Шесталов; * 22. Juni 1937 in Kamratka, Berjosowski rajon; † 5. November 2011 in Chanty-Mansijsk) war ein mansischer Schriftsteller und der bekannteste Vertreter der im Zuge der sowjetischen Nationalitätenpolitik geschaffenen Nationalliteratur seiner Ethnie.

## Werk
Sein Werk ist überwiegend in russischer Sprache gehalten.
In seiner sowjetischen Schaffensperiode zeichnete er sich durch weitgehende Treue zur herrschenden Ideologie aus, die die indigenen Völker des russischen Nordens auf dem Weg aus der Steinzeit in die kommunistische Moderne sah. Eines seiner Werke trägt den bezeichnenden Titel Der Schritt über ein Jahrtausend. Ein früh in seinen Werken präsentes Thema ist die Rolle der Ölförderung in seiner westsibirischen Heimat. Während zunächst das Lob des damit verbundenen Fortschritts überwiegt, deuten sich in späteren Werken Sorgen über die ökologischen Folgen und über die Auswirkungen auf die Lebensweise seiner kleinen sibirischen Ethnie an.
Mit der Ankunft der Perestroika begann auch Schestalow offener seinen Sorgen und seinen Zweifeln am herrschenden Entwicklungsmodell Ausdruck zu verleihen. Gemeinsam mit dem niwchischen Schriftsteller Wladimir Sangi und zahlreichen anderen indigenen Schriftstellern war er einer der Unterzeichner eines Briefes an den sowjetischen Präsidenten Gorbatschow, in dem weitreichende Maßnahmen zum Schutz der kleinen Völker des Nordens angemahnt wurden.
In der postsowjetischen Periode befasste er sich überwiegend mit den Traditionen seines Volks, insbesondere dem Schamanismus. Er gab eine Zeitschrift namens Sterch heraus und vertrat die These, die mansische Sprache stamme vom Sumerischen ab. Der Ethnologe Boris Schischlo nannte seine Wandlung nicht ohne Zynismus eine „Konversion vom Kommunismus zum Schamanismus“.
In den politischen Organisationen der indigenen Völker Russlands, insbesondere RAIPON, war er nicht sehr präsent. Dennoch war sein Tod im November 2011 Anlass für Nachrufe.